# Пітер Берлінг
Пітер Берлінг  (англ. Peter Burling; нар. 1 січня 1991) — новозеландський яхтсмен, багаторазовий чемпіон Світу, чемпіон Олімпійських ігор, наймолодший в 166-річній історії Кубку Америки стерновий команди-переможця гонки (2017).

## Виступи на Олімпіадах
| Олімпіада           | Дисципліна                                   | Місце |
| ------------------- | -------------------------------------------- | ----- |
| Токіо 2020          | Клас 49er (разом з Блером Тьюк)              |       |
| Ріо-де-Жанейро 2016 | Клас 49er (разом з Блером Тьюк)              |       |
| Лондон 2012         | Клас 49er (вік до 21, разом з Блером Тьюком) |       |
| Пекін 2008          | Клас 470 (вік до 17)                         | 11    |